# Waal, Bayern
Waal är en köping (Markt) i Landkreis Ostallgäu i Regierungsbezirk Schwaben i förbundslandet Bayern i Tyskland.
Köpingen ingår i kommunalförbundet Buchloe tillsammans med staden Buchloeoch kommunerna Jengen och Lamerdingen.